# Campeonato Peruano de Futebol Feminino
O Campeonato Peruano de Futebol Feminino (Primera Division Feminino) é a principal competição do Peru de futebol feminino. A equipe vencedora do campeonato garante vaga na Copa Libertadores da América. Sport Girls e Universitario são os maiores campeões deste torneio que é organizado anualmente desde 2008.

## Formato
O campeonato é composto por três etapas: uma etapa provincial, uma etapa regional e uma etapa nacional. O torneio nacional é composto por 8 times campeões regionais do país.

## Edições
| Ano                                    | Campeão                    | Vice-campeão               | Terceiro colocado         | Part. |
| -------------------------------------- | -------------------------- | -------------------------- | ------------------------- | ----- |
| Campeonato Nacional de Fútbol Femenino |                            |                            |                           |       |
| 2008 Detalhes                          | White Star (1)             | Estudiantes Universitarios | INDUSA                    | 12    |
| 2009 Detalhes                          | Iquitos (1)                | Universidad San Antonio    | Desconhecido              | —     |
| 2010 Detalhes                          | Sport Girls (1)            | River San Borja            | Desconhecido              | —     |
| 2011 Detalhes                          | Sport Girls (2)            | Electro Oriente            | Desconhecido              | —     |
| 2012 Detalhes                          | Sport Girls (3)            | Internacional              | Real Maracaná             | 4     |
| 2013 Detalhes                          | Real Maracaná (1)          | Internacional              | Desconhecido              | 8     |
| 2014 Detalhes                          | Universitario (1)          | Vargas Guerra              | Municipalidad de Majes    | 8     |
| 2015 Detalhes                          | Universitario (2)          | CGTP                       | Internacional             | 8     |
| 2016 Detalhes                          | Universitario (3)          | Ramiro Villaverde          | Desconhecido              | 8     |
| 2017 Detalhes                          | Sport Girls (4)            | Educación                  | Ramiro Villaverde         | 8     |
| 2018 Detalhes                          | Municipalidad de Majes (1) | Sport Girls                | Ayacucho FC               | 8     |
| 2019 Detalhes                          | Universitario (4)          | CD Amazon Sky              | Deportivo Talentos        | 8     |
| Liga Femenina                          |                            |                            |                           |       |
| 2021                                   | Alianza Lima (1)           | Universitario              | Universidad César Vallejo | 13    |
| 2022                                   | Alianza Lima (2)           | Carlos Manucci             | Universitario             | 13    |
| 2023                                   | Universitario (5)          | Alianza Lima               | Carlos Manucci            | 14    |

### Títulos por Clube
| Times                  | Títulos |
| ---------------------- | ------- |
| Universitario          | 5       |
| Sport Girls            | 4       |
| Alianza Lima           | 2       |
| Real Maracaná          | 1       |
| Iquitos                | 1       |
| Municipalidad de Majes | 1       |
| White Star             | 1       |